# ان‌جی‌سی ۷۰۴۶
ان‌جی‌سی ۷۰۴۶ (انگلیسی: NGC 7046) یک کهکشان مارپیچی میله‌ای است که در فاصله ۱۹۳ میلیون سال نوری از زمین در صورت فلکی اسب کوچک قرار دارد. این کهکشان با سرعت شعاعی بالای ۴۱۳۰ کیلومتر بر ثانیه در حال دور شدن از کهکشان راه شیری است. قطر برآورد شده لین کهکشان آن ۱۹۲۶۳۹ سال نوری است.